# کریس باتی
کریس باتی (انگلیسی: Chris Botti؛ زادهٔ ۱۲ اکتبر ۱۹۶۲) موسیقی‌دان اهل ایالات متحده آمریکا است. از فیلم‌هایی که وی در آن نقش داشته است، می‌توان به ۲۰ قدم تا ستاره بودن اشاره کرد.